# Stipan Vojnić Tunić
Stipan Vojnić Tunić (25. prosinca 1883. – 4. rujna 1928.) je bio bački hrvatski političar, kulturni i javni djelatnik. Po struci je bio pravnik.

## Javni kulturni rad
U svom javnom radu ovaj je odvjetnik bio agilan. Utemeljio je prvu bunjevačku Školsku zadrugu 1913. godine, zajedno s još nekolicinom suradnika.
Uređivao je list "Neven". 

## Politički rad
Nakon što je na novosadskoj Velikoj skupštini 25. studenoga 1918. proglašeno priljučenje Baranje, Bačke i Banata novoj državi južnih Slavena, proglasilo se upravno tijelo koje je bilo zapravo vlada Veliki narodni savjet. Stipan Vojnić Tunić je bio među tim subotičkim Hrvatima koje su bili ušli u sastav tog tijela, pored Blaška Rajića, Mirka Ivkovića Ivandekića, Fabijana (Babijana) Malagurskog, Vojislava Stankovića i Ivana Vojnića Tunića.
U svom političkom životu bio je 1918. godine prvi subotički podgradonačelnik, zatim narodni zastupnik u Ustavotvornoj skupštini.
Bio je jednim od bunjevačkih Hrvata koji su odlukom Velikog narodnog savjeta iz Novog Sada od 16. veljače 1919. bili u Narodnog predstavništva u Beogradu da zastupaju bunjevačke i šokačke Hrvate. Uz njega su tu još bili Blaško Rajić, Ivan Evetović i Martin Matić.
Bio je i veliki župan Pečuha i Baje.
Bio je među istaknutim članovima Bunjevačko-šokačke stranke. Kao član te stranke je na izborima 1920. bio među četvero bačkih Hrvata koji su ušli u Ustavotvornu skupštinu, uz Blaška Rajića, Vranju Sudarevića i Ivana Evetovića. Stipan Vojnić Tunić je ušao kao predstavnik iz subotičke jedinice.